# Роше
Роше (њем. Rosche) општина је у њемачкој савезној држави Доња Саксонија. Једно је од 29 општинских средишта округа Илцен. Према процјени из 2010. у општини је живјело 2.053 становника. Посједује регионалну шифру (AGS) 3360018.

## Географски и демографски подаци
Роше се налази у савезној држави Доња Саксонија у округу Илцен. Општина се налази на надморској висини од 52 метра. Површина општине износи 71,9 km². У самом мјесту је, према процјени из 2010. године, живјело 2.053 становника. Просјечна густина становништва износи 29 становника/km².

## Међународна сарадња
| Мјесто | Држава | Врста сарадње | Од    |
| ------ | ------ | ------------- | ----- |
| Клецко | Пољска | партнерство   | 1997. |
| Извор  |        |               |       |